# 林静 (1964年)
林静（1964年12月—），男，福建仙游人，中华人民共和国外交官，曾任中华人民共和国驻开普敦总领事。

## 生平
1984年，进入中华人民共和国外交部工作，先后在北京外交人员服务局、驻加纳大使馆、外交部非洲司、驻博茨瓦纳大使馆任职。2005年，任驻纳米比亚大使馆参赞。2009年，任外交部非洲司副司级干部。2010年，任外交部政策规划司副司级干部。2011年，改任外交部非洲司副司级干部。2013年，任驻墨尔本总领事馆副总领事。2016年，任驻尼日利亚大使馆公使衔参赞。2019年1月，出任中华人民共和国驻开普敦总领事。2022年9月，自驻开普敦总领事离任。

## 家庭
已婚，有一女。